# Castelo de Monsanto
O Castelo de Monsanto, na Beira Baixa, localiza-se em Monsanto na atual freguesia de Monsanto e Idanha-a-Velha, no Município de Idanha-a-Nova, Distrito de Castelo Branco, em Portugal.
No topo granítico do monte de Monsanto, à margem direita do rio Pônsul este castelo raiano medieval domina a Aldeia Histórica, conjunto arquitectónico no qual se destacam algumas casas senhoriais brasonadas e templos, como as ruínas da Capela de São Miguel em estilo românico.
O castelo e as muralhas de Monsanto encontram-se classificados como Monumento Nacional por Decreto publicado em 29 de Setembro de 1948.

## História

### Antecedentes
Pouco se conhece acerca da primitiva ocupação de seu sítio. Embora tradicionalmente seja remontada a um castro pré-histórico, posteriormente romanizado, além da villa de São Lourenço, no sopé do monte, nenhum outro vestígio corrobora uma ocupação pré-medieval.

### O castelo medieval
À época da Reconquista cristão da Península Ibérica, D. Afonso Henriques (1112-1185) assenhoreou-se desta região, onde se estabeleceu a fronteira com o Reino de Leão e com o Califado Almóada. Para guardá-la, os domínios de Idanha-a-Velha e Monsanto foram doados aos cavaleiros da Ordem dos Templários com a responsabilidade de os repovoar e defender:
"Afonso, notável rei dos Portugueses" (Portugalensis Rex)", filho de Henrique e da Rainha D. Teresa e neto do grande e ilustríssimo Imperador de Espanha, por nós ao mestre Galdino e a todos os Irmãos da Ordem dos Templários que estão no meu reino, faço uma vasta e fortíssima doação da região da Idanha[-a-Velha] e de Monsanto com os limites: Seguindo o curso da água do rio Erges e entre o meu reino e o de 'Legiones' até entrar no [rio] Tejo e da outra parte seguindo o curso da água do [rio] Zêzere que igualmente entra no Tejo (...)." (Carta de Doação, em 30 de Novembro de 1165.)
É atribuída a este período a construção do Castelo de Monsanto, sob a orientação do Mestre da Ordem, D. Gualdim Pais, quando teria apresentado uma torre de menagem ao centro da praça de armas, envolvida por muralhas semelhantes às que ainda podemos observar nos Castelo de Almourol, Castelo de Pombal ou Castelo de Tomar, seus contemporâneos. O facto é que no caso de Monsanto a doação durou pouco, uma vez que o soberano, em 1172, fez doação desses domínios e seu castelo à Ordem de Santiago ("facio cartam donationis de castello meo proprio quad dicitur Mons Sanctus"). O castelo, identificado com a povoação, é novamente referido na Carta de Foral, passada pelo soberano em 1174. Este diploma foi confirmado pelo seu filho e sucessor, D. Sancho I (1185-1211), e por D. Afonso II (1211-1223), em 1217.
Atribui-se à ação de D. Dinis (1279-1325) a reconstrução e ampliação das suas defesas.
Com a eclosão da crise de 1383-1385, de acordo com Fernão Lopes, Monsanto foi uma das vilas que manteve o partido de D. Beatriz. Mais adiante, entretanto, arrola a vila entre as que aderiram ao partido do Mestre de Avis, já em 1384, exaltando-lhe a lealdade (Fernão Lopes. Crónica de D. João I).
Sob o reinado de D. Manuel I (1495-1521), o castelo e as defesas da vila encontram-se figurados por Duarte de Armas (Livro das Fortalezas, c. 1509), com os muros reforçados por cinco torres, a mais alta, ao centro, a de menagem. Dessa estrutura, poucos elementos chegaram até nós.

### Da Guerra da Restauração aos nossos dias
Embora não haja informações abundantes sobre a evolução arquitetônica do monumento, a sua estrutura foi modernizada no contexto da Guerra da Restauração da independência portuguesa, ao final do século XVII, pela adição de duas cortinas defensivas. É desse período, ainda, a remodelação da Capela de Nossa Senhora do Castelo.
No início do século XVIII, no contexto da Guerra da Sucessão Espanhola, tendo D. Pedro II (1667-1706) apoiado o arquiduque Carlos, que, como Carlos III, reivindicava a Coroa espanhola a Filipe V de Espanha, na Primavera de 1704 um exército franco-espanhol de 10.000 homens, sob o comando do General D. Francisco Ronquillo, invadiu Portugal subjugando, em sequência, Salvaterra do Extremo, Idanha-a-Nova, Idanha-a-Velha e Monsanto. Ainda nesse ano, no final da estação, a resposta portuguesa sob o comando do marquês das Minas, retomou todas as posições. Monsanto, de cujo castelo era comendador Monsieur de Lavernier, foi retomado a 14 de Junho de 1704.
No início do século XIX, à época da Guerra Peninsular, uma nova campanha de remodelação de obras defensivas teve lugar em Monsanto. Desse período, uma relação dos trabalhos efetuados elaborada pelo major Eusébio Cândido Furtado (1813), indica a demolição de cinco torres e a ereção de três novas baterias para reforço da defesa do portão de entrada, de um baluarte paralelo à muralha e do aproveitamento da igreja do castelo como paiol. Anos mais tarde, a explosão da pólvora aqui armazenada, causou severos danos ao castelo, agravados pelo desabamento de um penedo granítico, que levou consigo parte da muralha. Com a extinção do Concelho de Monsanto (1853), o castelo perdeu importância, vindo a ser desguarnecido.

## Características

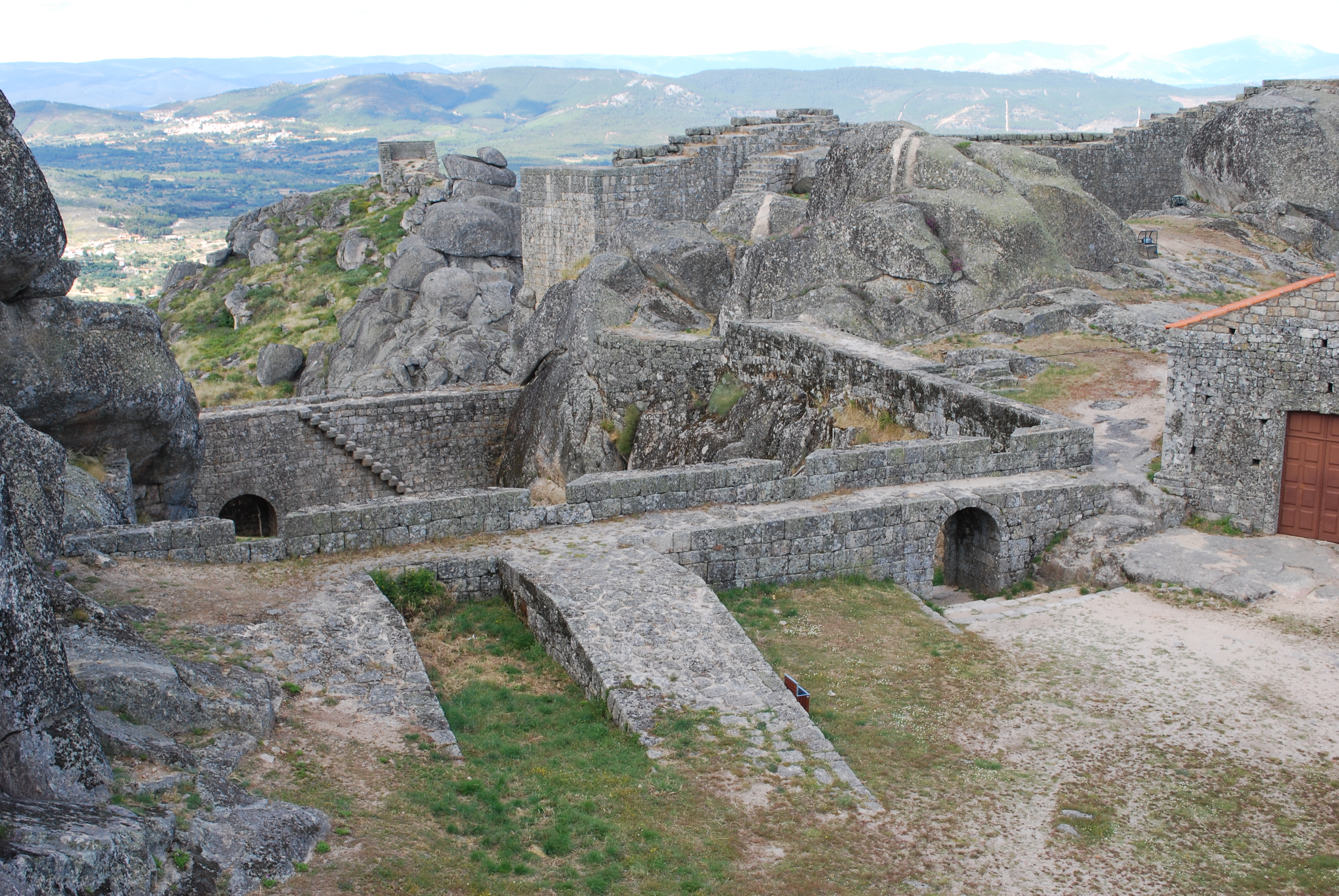
Castelo de Monsanto, Portugal: aspecto do interior.

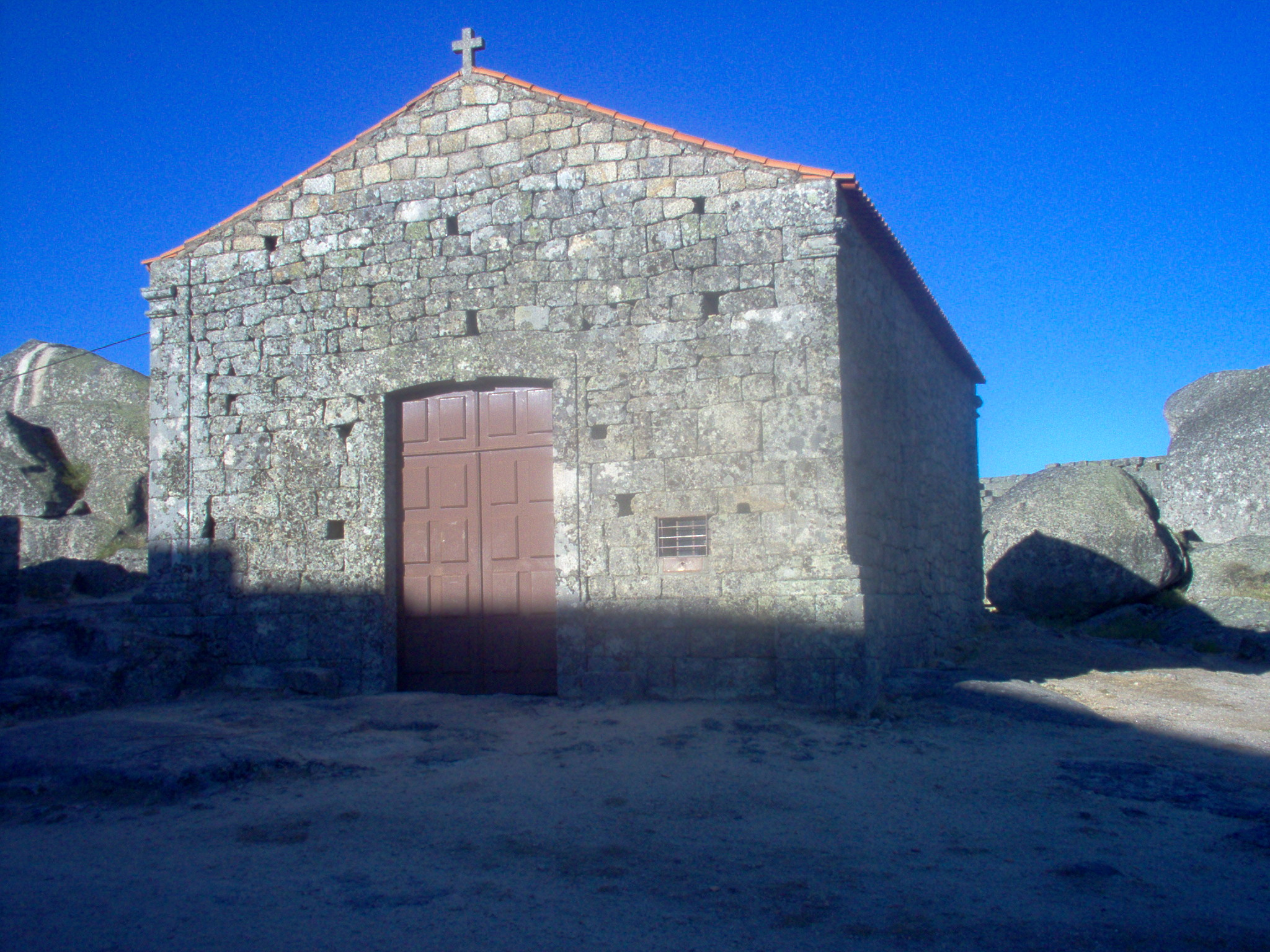
Castelo de Monsanto: Capela de Santa Maria do Castelo.

Este monumento obedecia originalmente às mesmas linhas arquitetônicas características dos templários, nos castelos de Almourol, Idanha, Pombal, Tomar e Zêzere, seus contemporâneos.
Erguido na cota de 758 metros acima do nível do mar, apresentava planta poligonal orgânica (adaptada ao terreno), com muralhas reforçadas por diversas torres quadrangulares, percorridas na sua extensão por adarves protegidos por parapeitos ameados. Os muros delimitavam dois recintos em diferentes planos:
- o interno, de planta retangular, correspondente à alcáçova; e
- o externo, de planta ovalada, demarcado pela cerca da vila.

Da estrutura figurada por Duarte de Armas, pouco restou: descentrada na praça de armas, ergue-se a torre de menagem, denominada localmente como Torre da Atalaia ou Torre do Pião. Nesse recinto existe ainda a cisterna, as escadas de acesso ao adarve e a Capela de Santa Maria do Castelo (de Monsanto) construída no final do século XVII e reconstruida no século XX.
Externamente, erguem-se as duas cortinas defensivas (modernizadas no século XVII).
Destaca-se, por fim, a Torre do Relógio (Torre de Lucano), torre sineira, de planta quadrangular, onde foi colocada uma réplica do Galo de Prata troféu atribuído quando da classificação de Monsanto como Aldeia mais portuguesa de Portugal em 1938.

## A lenda da Santa Cruz
O castelo está ligado à tradição da principal celebração de Monsanto: a Festa da Santa Cruz.
Originalmente uma tradição profana ligada ao ciclo da Primavera, foi cristianizada e associada ao lendário cerco do castelo, segundo algumas versões pelas tropas do pretor Lúcio Emílio Paulo em fins do século II a.C., segundo outras a um ataque dos mouros por volta de 1230, ou até posteriormente durante as lutas com Castela.
Em qualquer hipótese, os inimigos sitiantes procuraram vencer pela fome os defensores do castelo. A tradição refere que o cerco se prolongava já por sete longos anos, quando intramuros restavam apenas uma vitela magra e um alqueire de trigo. Uma das mulheres sugeriu então um estratagema desesperado para iludir o inimigo: alimentaram a vitela com o último trigo, lançando-a com alarde por sobre os muros do castelo, na direção dos sitiantes. Despedaçando-se contra as rochas, do ventre da vitela espalhou-se o trigo, abundantemente. Com essa manobra, o inimigo entendeu que os defensores ainda se encontravam milagrosamente providos de alimento, protegidos pela providência divina, levantando o cerco e se retirando da região.
O episódio é atribuído a um dia 3 de Maio (dia da Santa Cruz), razão pela qual nesta data, anualmente, as mulheres do povoado se vestem com as suas melhores roupas e, ao som de adufes e canções populares, agitando marafonas (bonecas coloridas com armação em cruz), algumas com potes caiados de branco, decorados e cheios de flores à cabeça, partem da povoação em direção ao castelo. No interior do castelo, do alto das muralhas, os potes brancos, simbolizando a vitela, são lançados em direção ao exterior, revivendo simbolicamente o episódio da salvação da vila.